# 196. strelska divizija (ZSSR)
196. strelska divizija (izvirno rusko 196. стрелковая дивизия; kratica 196. SD) je bila strelska divizija Rdeče armade v času druge svetovne vojne.

## Zgodovina
Divizija je bila ustanovljena julija 1941 v Dnepropetrovsku in bila uničena septembra 1941. Ponovno je bila ustanovljena januarja 1942 v Kisnerju.